# Kultura i Historia
Kultura i Historia – półrocznik naukowy.

## Charakter i profil naukowy czasopisma
Czasopismo „Kultura i Historia”, ukazujące się nieprzerwanie od 2001 roku jest najstarszym polskim czasopismem naukowym (recenzowanym) ukazującym się w polskim Internecie. Znajduje się na Liście czasopism punktowanych.
„Kultura i Historia” jest periodykiem multimedialnym, przez co z założenia może w większym stopniu i z udziałem większej ilości osób zapewniać swobodę wypowiedzi, a dzięki temu demokratyzację życia naukowego. Pismo ma charakter forum prezentującego poglądy i dyskusje (także z udziałem autorów zagranicznych) zogniskowane wokół problematyki teoretycznej, metodologicznej i faktograficznej, związanej z szeroko rozumianymi naukami o kulturze – zarówno w aspekcie historycznym, jak i współczesnym.
Redaktorem prowadzącym numerów 1–9 był Krzysztof Karauda. Redaktor naczelny prof. UMCS dr hab. Andrzej Radomski.

## Działy
W piśmie wyodrębniono następujące działy:
- Artykuły i Rozprawy (oraz nieopublikowane fragmenty książek),
- Recenzje, Artykuły Recenzyjne i Noty Recenzyjne,
- Twórczość Artystyczna,
- Kronika,
- Dyskusje i Polemiki,
- Tłumaczenia.